# Tim Austin (Boxer)
Timothy „Tim“ Austin (* 14. April 1971 in Cincinnati, Ohio) ist ein US-amerikanischer ehemaliger Boxer und Weltmeister der International Boxing Federation (IBF) im Bantamgewicht.

## Amateurkarriere
Tim Austin gewann 1990 und 1991 die National Golden Gloves, sowie 1991 die US-Meisterschaften, jeweils im Fliegengewicht, sowie 1990 zusätzlich die Goodwill Games in Seattle. Bei der Weltmeisterschaft 1991 in Sydney unterlag er im Achtelfinale mit 28:29 gegen den späteren Weltmeister István Kovács.
Im Juni 1992 gewann er mit Siegen gegen Arturo Hoffman, Russell Roberts und Aristead Clayton die US-Olympiaqualifikation, sowie mit einem erneuten Sieg gegen Clayton auch die Box-offs im selben Monat. Er konnte daraufhin an den Olympischen Spielen 1992 in Barcelona teilnehmen und besiegte Julijan Strogow und Benjamin Mwangata, ehe er im Halbfinale gegen Raúl González ausschied und eine Bronzemedaille im Fliegengewicht gewann.
Insgesamt gewann er als Amateur 113 von 122 Kämpfen.

## Profikarriere
Austin wurde 1993 unter Don King Profi und gewann am 19. Juli 1997 den IBF-Weltmeistertitel im Bantamgewicht durch einen TKO-Sieg in der achten Runde über Mbulelo Botile. Nach neun Titelverteidigungen, darunter im Dezember 2001 gegen Ratanachai Sor Vorapin, verlor er den Gürtel am 15. Februar 2003 durch eine TKO-Niederlage in der achten Runde an Rafael Márquez.
Nach einer Niederlage gegen Eric Aiken im April 2006, beendete er seine Karriere.

## Nach dem Boxen
Nach seiner Wettkampfkarriere machte er eine Ausbildung zum Koch und ist Inhaber eines Reinigungsunternehmens. Er lebt in Cincinnati, ist geschieden und Vater von sieben Kindern. (Stand: 2020)